# Родольфо Гавінеллі
Родольфо Гавінеллі (італ. Rodolfo Gavinelli, 1891 або 1895 — 1915-1918 або 1921) — італійський футболіст, що грав на позиції нападника і провів одну гру за національну збірну Італії.

## Біографія
Один з небагатьох гравців в історії національної збірної Італії, про якого відсутні базові біографічні відомості.
Відомо, що свою єдину офіційну гру за італійську збірну він провів у квітні 1911 року, при цьому італійський футбольний щорічник 1913-14 років наводить роком його народження 1895-й. У такому випадку він дебютував у національній команді у віці 15 або 16 років і є її наймолодшим гравцем в історії. Більше того, на клубному рівні за команду туринського «П'ємонте» дебют Гавінеллі датується взагалі 1908 роком, тобто за такого року народження мав відбутися у віці 12 або 13 років. Тому деякі дослідники історії італійського футболу схиляються до альтернативного року народження футболіста, що зустрічається в інших джерелах, — 1891.
Відомо, що, погравши протягом 1908–1911 років за «П'ємонте», Гавінеллі був змушений перервати виступи через складну травму, поновивши їх лише 1913 року, коли його прізвище зустрічається у списку гравців команди «Андреа Доріа».
Немає однозначних відомостей й про смерть футболіста. За словами першого тренера збірної Італії Вітторіо Поццо, який особисто знав багато тогочасних футболістів, Родольфо Гавінеллі загинув під час Першої світової війни. Водночас існують джерела згідно яких футболіст із такими іменем і прізвищем 1920 року тренував «Ліворно»  і помер в однойменному місті 1921 року.
| Дата     | Місто    | Господарі | Результат | Гості  | Турнір           | Голи | Примітки |
| -------- | -------- | --------- | --------- | ------ | ---------------- | ---- | -------- |
| 9-4-1911 | Сент-Уан | Франція   | 2 – 2     | Італія | товариський матч | -    |          |
| Усього   |          | Матчів    | 1         |        | Голів            | 0    |          |